# Westmount
Westmount är en stad (kommun av typen ville) i provinsen Québec i Kanada. Den ligger i regionen Montréal, i den sydöstra delen av landet, 160 km öster om huvudstaden Ottawa.
Kommunen är officiellt tvåspråkig (franska och engelska), med 55 % engelsktalande och 25 % fransktalande (modersmålstalare) vid folkräkningen 2021.